# Гінта
Гінта (рос. Гинта) — село Акушинського району, Дагестану Росії.
Населення — 1429 (2015).

## Населення
За даними перепису населення 2002 року в селі мешкало 1840 осіб. У тому числі 848 (46,09 %) чоловіків та 992 (53,91 %) жінки.
Переважна більшість мешканців — даргинці (100 % від усіх мешканців). У селі переважає усіша-цудахарська мова.
У 1959 році в селі проживало 1029 осіб.